# Smiling Fish 2014
Der Smiling Fish 2014 im Badminton fand vom 29. April bis zum 4. Mai 2014 in Trang statt.

## Sieger und Platzierte
| Disziplin    | Gold                                   | Silber                                          | Bronze                                     |
| ------------ | -------------------------------------- | ----------------------------------------------- | ------------------------------------------ |
| Herreneinzel | Khosit Phetpradab                      | Andre Marteen                                   | Goh Giap Chin                              |
| Herreneinzel | Khosit Phetpradab                      | Andre Marteen                                   | Lim Chi Wing                               |
| Dameneinzel  | Rei Nagata                             | Lee Ying Ying                                   | Pornpawee Chochuwong                       |
| Dameneinzel  | Rei Nagata                             | Lee Ying Ying                                   | Thamolwan Poopradubsil                     |
| Herrendoppel | Watchara Buranakuea Trawut Potieng     | Dechapol Puavaranukroh Kittinupong Kedren       | Nuttaphon Narkthong Sarayut Saetang        |
| Herrendoppel | Watchara Buranakuea Trawut Potieng     | Dechapol Puavaranukroh Kittinupong Kedren       | Kittisak Namdash Nonpakorn Nantatheero     |
| Damendoppel  | Mayu Matsumoto Wakana Nagahara         | Pacharapun Chochuwong Chanisa Teachavorasinskun | Cheah Yee See Goh Yea Ching                |
| Damendoppel  | Mayu Matsumoto Wakana Nagahara         | Pacharapun Chochuwong Chanisa Teachavorasinskun | Phataimas Muenwong Kilasu Ostermeyer       |
| Mixed        | Watchara Buranakuea Phataimas Muenwong | Songphon Anugritayawon Natcha Saengchote        | Trawut Potieng Kilasu Ostermeyer           |
| Mixed        | Watchara Buranakuea Phataimas Muenwong | Songphon Anugritayawon Natcha Saengchote        | Tanupat Viriyangkura Pacharapun Chochuwong |